# Thomas Aquino Man’yō Maeda
Thomas Aquino Man’yō Maeda (* 3. března 1949 Cuwasaki, Japonsko) je japonský římskokatolický kněz, od roku 2014 metropolitní arcibiskup ósacko-takamacký. 

## Původ a studium
Je potomkem kakure kirišitan (tajných křesťanů) z 16. a 17. století. Jeho matka trpěla v důsledku atomového bombardování Nagasaki. Střední školu vystudoval v Nagasaki, pak vstoupil do semináře ve Fukuoka. Kněžské svěcení přijal 19. března 1975 v arcidiecézi Nagasaki. 

## Duchovní kariéra
V letech 2006-2011 byl generálním sekretářem Japonské konference katolických biskupů. Dne 13. června 2011 ho papež Benedikt jmenoval biskupem v Hirošimě. Biskupské svěcení mu udělil jeho předchůdce na biskupském stolci Joseph Atsumi Misue. V srpnu 2014 ho papež František jmenoval arcibiskupem v Ósace.

## Kardinálská kreace
Dne 20. května 2018 papež František oznámil, že jej na konzistoři 29. června 2018 jmenuje kardinálem. V daný den byl opravdu kreován, stal se kardinálem-knězem a byl mu přidělen titul svaté Pudentiany. Jmenování kardinálem pro něj bylo překvapení, protože mluví pouze japonsky, a nezná žádné další jazyky. Sám o sobě sdělil, že píše haiku a cituje je ve svýćh kázáních. 

## Arcibiskupem ósacko-takamackým
15. srpna 2023 papež František sloučil arcidiecézi ósackou s diecézí Takamacu a vznikla tak Arcidiecéze Ósaka-Takamacu. Kardinál Maeda byl jmenován prvním arcibiskupem této diecéze.